# Summer Eighteen
Summer Eighteen es un álbum colaborativo producido y distribuido por el sello Reach Records. Contiene 9 canciones, entre ellas los éxitos «Coming in hot» de Lecrae y Andy Mineo, y «Fight for Me» de Lecrae y Gawvi. En 2021, se conoció que Reach se encargaría de la banda sonora de la película de Netflix, Milagro azul, donde la componen gran parte de las piezas musicales de este álbum.

## Promoción y lanzamiento
Reach Records en época de vacaciones en Estados Unidos acostumbra a lanzar una recopilación con sus artistas. En 2018, Gawvi, Andy Mineo, Tedashii y Lecrae, quienes han sido parte del sello desde sus inicios, formaron parte de este proyecto, sorprendiendo la ausencia de Trip Lee, un artista habitual en estos proyectos. Long Live the Champion de KB en colaboración con Gabriel Rodríguez EMC y Yariel, fue uno de los temas de promoción inicial, aunque cuando salió, en conjunto con «Coming in hot» de Lecrae y Andy Mineo, y «Fight for Me» de Lecrae y Gawvi, se desconocía si saldría en algún álbum en específico. En 2018, Reach decidió recopilar todas estas canciones para un solo álbum para dar inicio a esta saga veraniega.
En mayo de 2021, se anunció que Reach haría alianza con Netflix para la musicalización de la película Blue Miracle (o Milagro azul para Latinoamérica). Fight for me, es una de las canciones utilizadas para la banda sonora.

## Lista de canciones
1. Coming In Hot – Lecrae & Andy Mineo
2. We Did It ft. WHATUPRG – 1K Phew
3. Long Live the Champion (ft. Yariel & GabrielRodriguezEMC) – KB
4. Fight for Me (ft. Lecrae) – GAWVI
5. Coquito (ft. Foggieraw & Mannywellz) – Andy Mineo
6. Courtside – WHATUPRG
7. What’s the Case (ft. nobigdyl.) – Tedashii
8. Zoo Atlanta – 1K Phew
9. We Came To Play (ft. Canon) – Tedashii

## Premios y reconocimientos
La primera versión de «Coming in hot» lanzada en este disco, fue certificada Oro por la RIAA. A su vez, «Fight for Me» recibió un Premio Dove a Mejor canción de rap del año 2019.